# Virginia Balistrieri
Virginia Balistrieri, née le 15 janvier 1888 à Trapani (Sicile) et morte le 3 août 1960 à Rome (Latium), est une actrice italienne.

## Biographie
Actrice de théâtre et de cinéma, Virginia Balistrieri a commencé à jouer aux côtés de Giovanni Grasso (1873-1930) et sous la direction de Nino Martoglio dans des films muets. En 1914, elle joue dans le film muet Perdus dans les ténèbres, considéré comme un précurseur du néoréalisme italien. Elle a ensuite joué aux côtés de nombreux acteurs italiens, dont Umberto Spadaro, Vittorio De Sica, Virna Lisi, Amedeo Nazzari, Nino Taranto, Anthony Quinn et Vittorio Gassman. Dans les années d'après-guerre, elle a travaillé comme actrice de genre dans des productions telles que le film religieux La Maudite (1950).
Épouse de Giovanni Grasso (1888-1963), elle était la sœur de Desdemona Balistrieri, également actrice et épouse d'Angelo Musco. Elle meurt à Rome en 1960,.

## Filmographie
- 1914 : Capitan Blanco (it) de Nino Martoglio
- 1914 : Perdus dans les ténèbres (Sperduti nel buio) de Nino Martoglio
- 1916 : La guerra e la moda, court métrage de Raffaele Cosentino (it)
- 1916 : Il latitante de Raffaele Cosentino (it)
- 1939 : Terra di nessuno de Mario Baffico
- 1940 : Mare (it) de Mario Baffico
- 1946 : Malìa (it) de Giuseppe Amato
- 1948 : Je suis l'assassin (it) (Sono io l'assassino) de Roberto Bianchi Montero
- 1949 : Giuliano, bandit sicilien (I fuorilegge) d'Aldo Vergano
- 1949 : Benvenuto, reverendo! d'Aldo Fabrizi
- 1950 : L'Épervier du Nil (Lo sparviero del Nilo) de Giacomo Gentilomo
- 1950 : La Maudite (Margherita da Cortona) de Mario Bonnard
- 1950 : La scogliera del peccato (it) de Roberto Bianchi Montero
- 1951 : Auguri e figli maschi! (it) de Giorgio Simonelli
- 1953 : C'era una volta Angelo Musco (it) de Giorgio Walter Chili (documentaire)
- 1953 : Cavalleria rusticana de Carmine Gallone
- 1953 : Anni facili de Luigi Zampa
- 1956 : Maruzella de Luigi Capuano
- 1957 : Onore e sangue (it) de Luigi Capuano
- 1958 : Écoute-moi (Ascoltami) de Carlo Campogalliani
- 1959 : Il mondo dei miracoli de Luigi Capuano